# Thượng Mustang

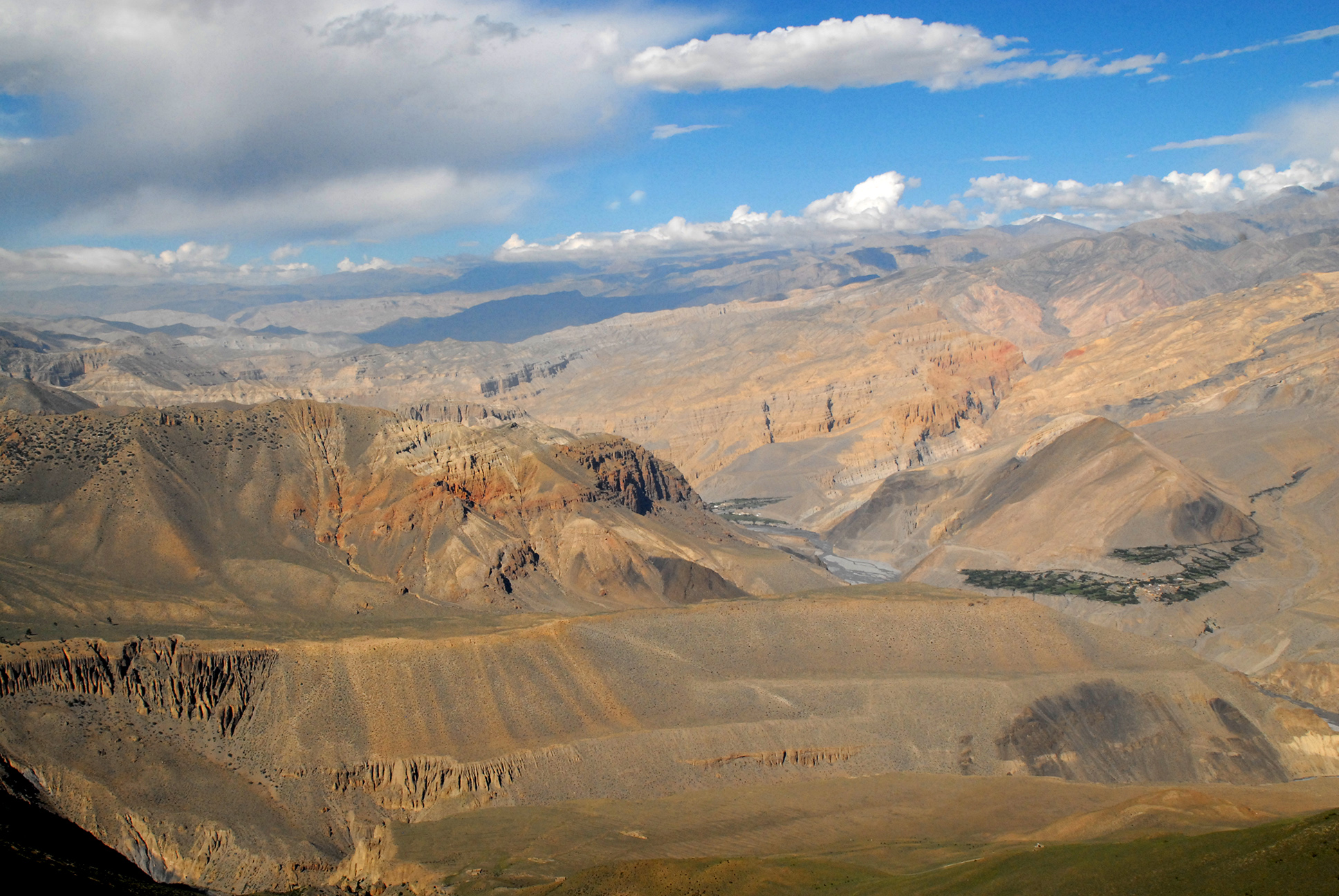
Quang cảnh vùng Thượng Mustang

Thượng Mustang (tiếng Anh: Upper Mustang hay trước đây gọi là Vương quốc Lo) là một phần phía thượng (khu vực phía Bắc) của Quận Mustang, nằm ở Nepal với diện tích là 2.020 km. Thượng Mustang là một vương quốc bị biệt lập với thế giới bên ngoài cho đến năm 1992, khiến vùng đất này trở thành một trong những khu vực được bảo tồn tốt nhất trên thế giới, với phần lớn dân số vẫn nói các ngôn ngữ Tây Tạng truyền thống. Văn hóa Tây Tạng đã được bảo tồn từ sự biệt lập tương đối của khu vực với thế giới bên ngoài. Cuộc sống ở Mustang xoay quanh việc du lịch, chăn nuôi và buôn bán. 

## Tổng quan

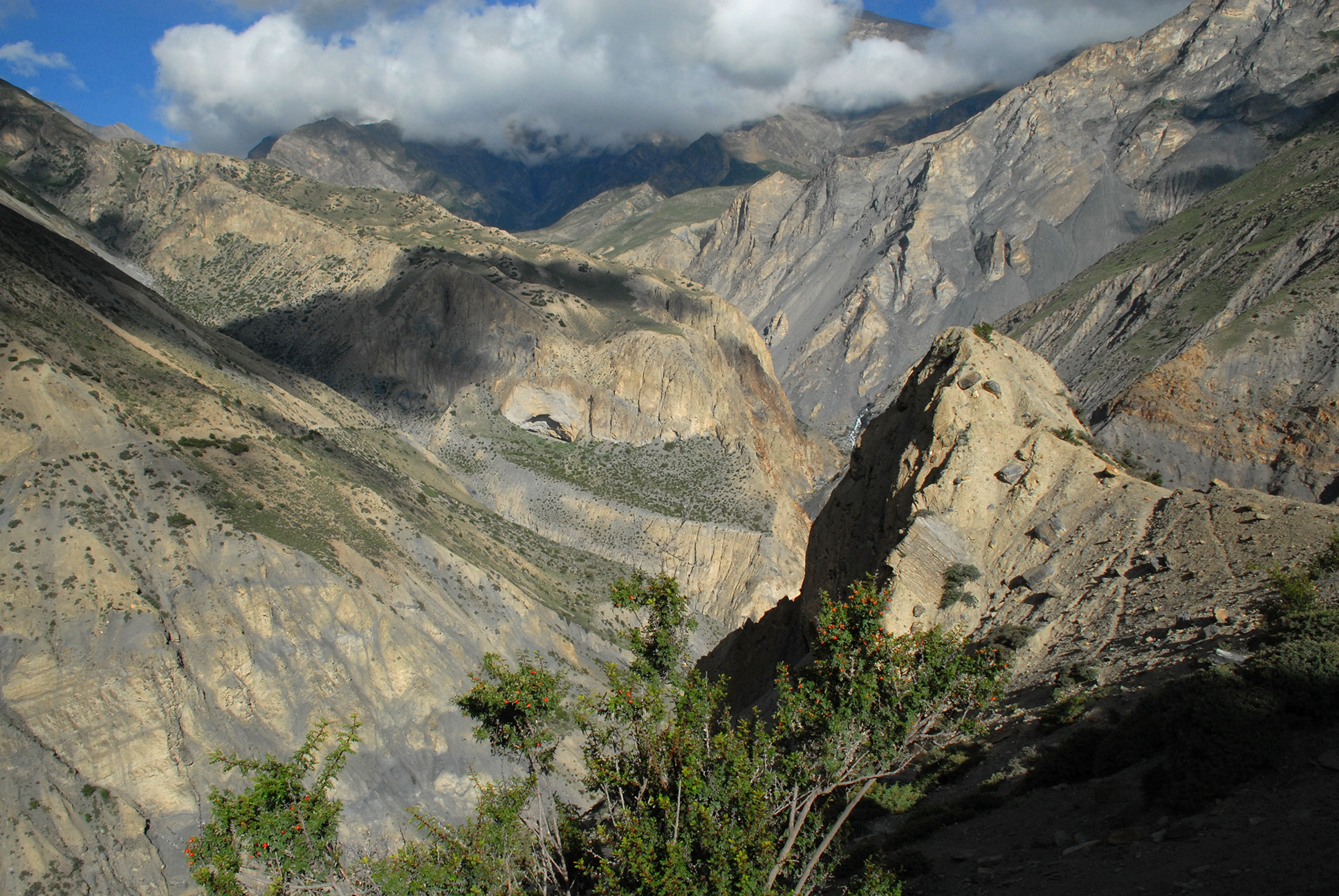
Một thung lũng đồi núi trọc

Thượng Mustang bao gồm 2/3 phía bắc huyện Mustang của tỉnh Gandaki, Nepal, bao gồm ba đô thị nông thôn là Lo Manthang, Dalome và Baragung Muktichhetra. Một phần ba phía nam (hạ Mustang) của quận được gọi là Thak và là quê hương của người Thakali, người nói ngôn ngữ Thakali và có nền văn hóa kết hợp các yếu tố Tây Tạng và Nepal. Địa vị vương quốc của Mustang kết thúc vào năm 2008 khi mà Vương quốc Nepal bá chủ của nó trở thành một nước cộng hòa. Ảnh hưởng của thế giới bên ngoài, đặc biệt là từ Trung Quốc, ngày càng lớn và góp phần làm thay đổi nhanh chóng cuộc sống truyền thống của người dân xứ Thượng Mustang. 
Mustang đã từng là một vương quốc độc lập, mặc dù bị ràng buộc chặt chẽ với ngôn ngữ và văn hóa với Tây Tạng. Từ thế kỷ 15 đến thế kỷ 17, vị trí chiến lược của nó đã trao cho Mustang quyền kiểm soát thương mại giữa vùng Himalaya và Ấn Độ. Vào cuối thế kỷ 18, vương quốc này bị Vương quốc Nepal sát nhập và trở thành một quốc gia phụ thuộc của Vương quốc Nepal từ năm 1795. Người phương Tây đầu tiên ở Mustang là Toni Hagen vốn là nhà thám hiểm và nhà địa chất người Thụy Sĩ, người đã đến thăm Vương quốc này vào năm 1952 trong một chuyến du hành xuyên dãy Himalaya. Một người Pháp tên là Michel Peissel được coi là người phương Tây đầu tiên ở lại Lo Manthang, trong chuyến thám hiểm đầu tiên của Mustang vào năm 1964. 
Du khách nước ngoài được phép đến khu vực này từ năm 1992, nhưng hoạt động du lịch đến Thượng Mustang được quy định nghiêm ngặt. Người nước ngoài cần xin giấy phép đặc biệt để vào vùng này với chi phí 50 đô la Mỹ mỗi ngày cho mỗi người. Hầu hết khách du lịch đi bộ qua phần lớn tuyến đường mậu dịch được sử dụng trong thế kỷ 15. Hiện có hơn một nghìn người du khách đi bộ phương Tây ghé thăm mỗi năm, với hơn 7.000 người trong khoảng thời gian từ (giữa tháng 7 năm 2018 đến giữa tháng 7 năm 2019). Tháng 8 và tháng 10 là những tháng cao điểm. Vào ngày 27 tháng 8 năm 2010, các thủ lĩnh thanh niên địa phương ở Mustang đã đe dọa cấm khách du lịch bắt đầu từ ngày 1 tháng 10 năm 2010 do chính phủ Nepal từ chối cung cấp bất kỳ khoản phí 50 đô la mỗi ngày nào cho nền kinh tế địa phương. Tuy nhiên, chuyến viếng thăm vẫn tiếp tục không bị gián đoạn sau ngày đó.

## Hình ảnh

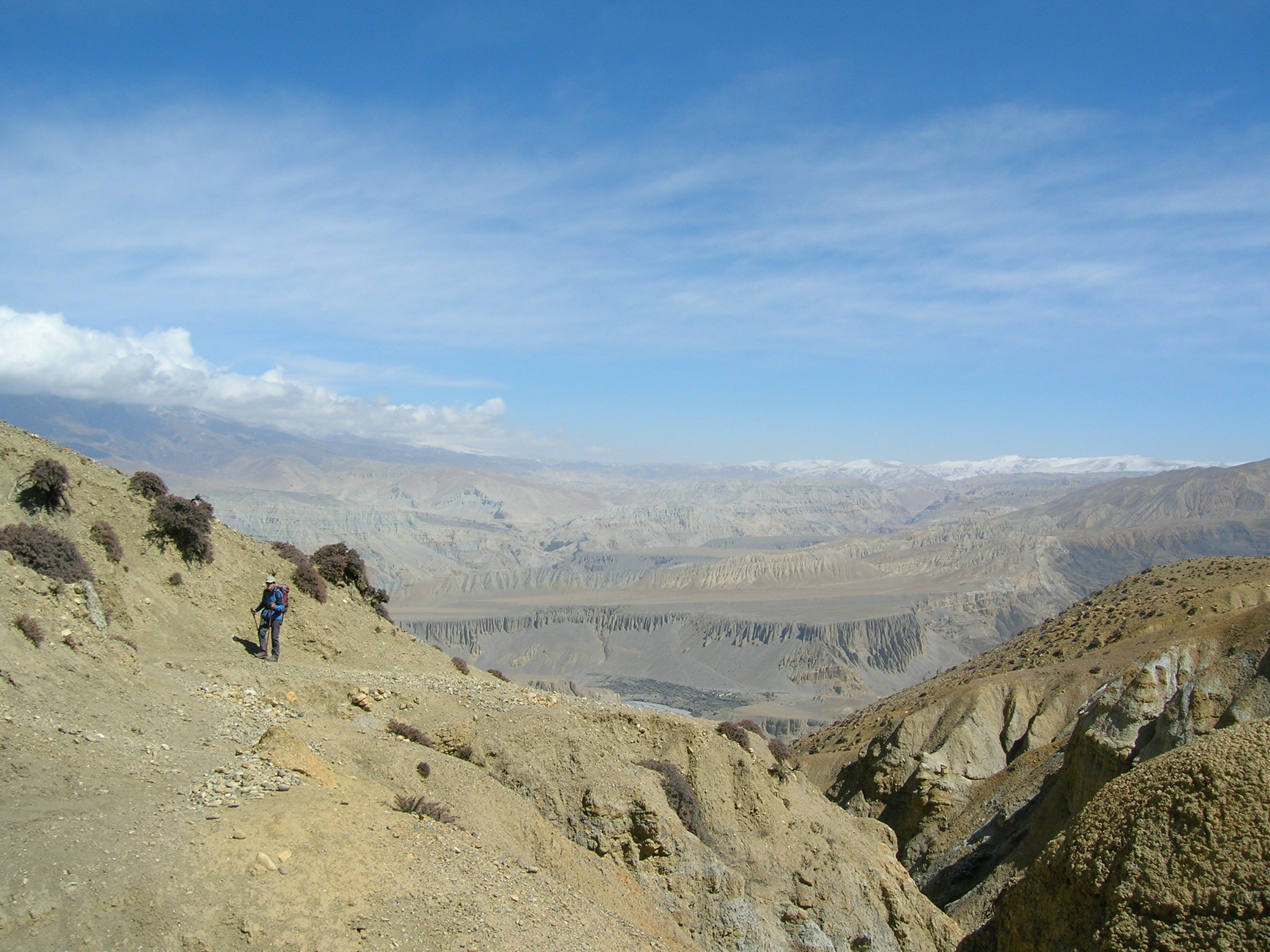
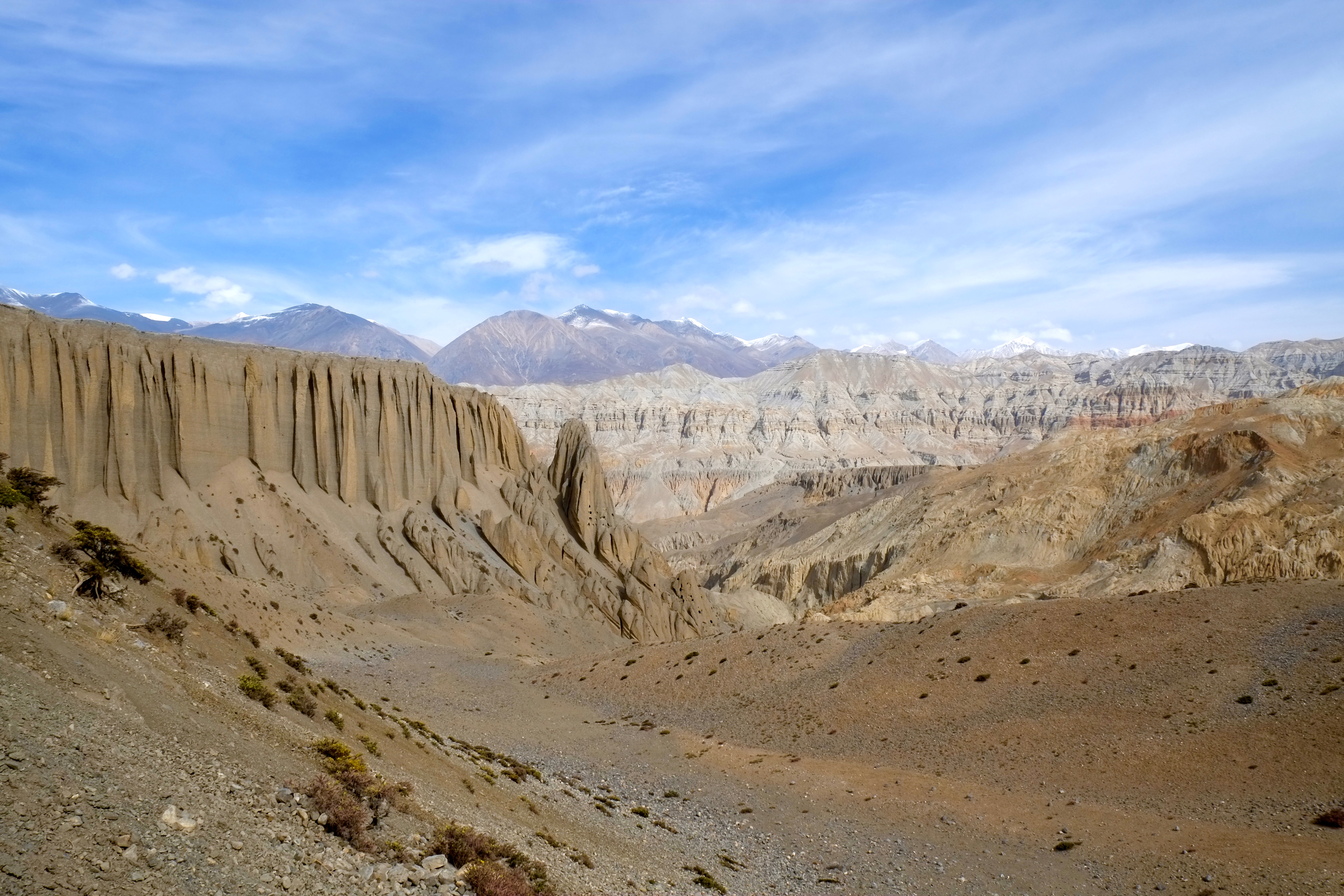
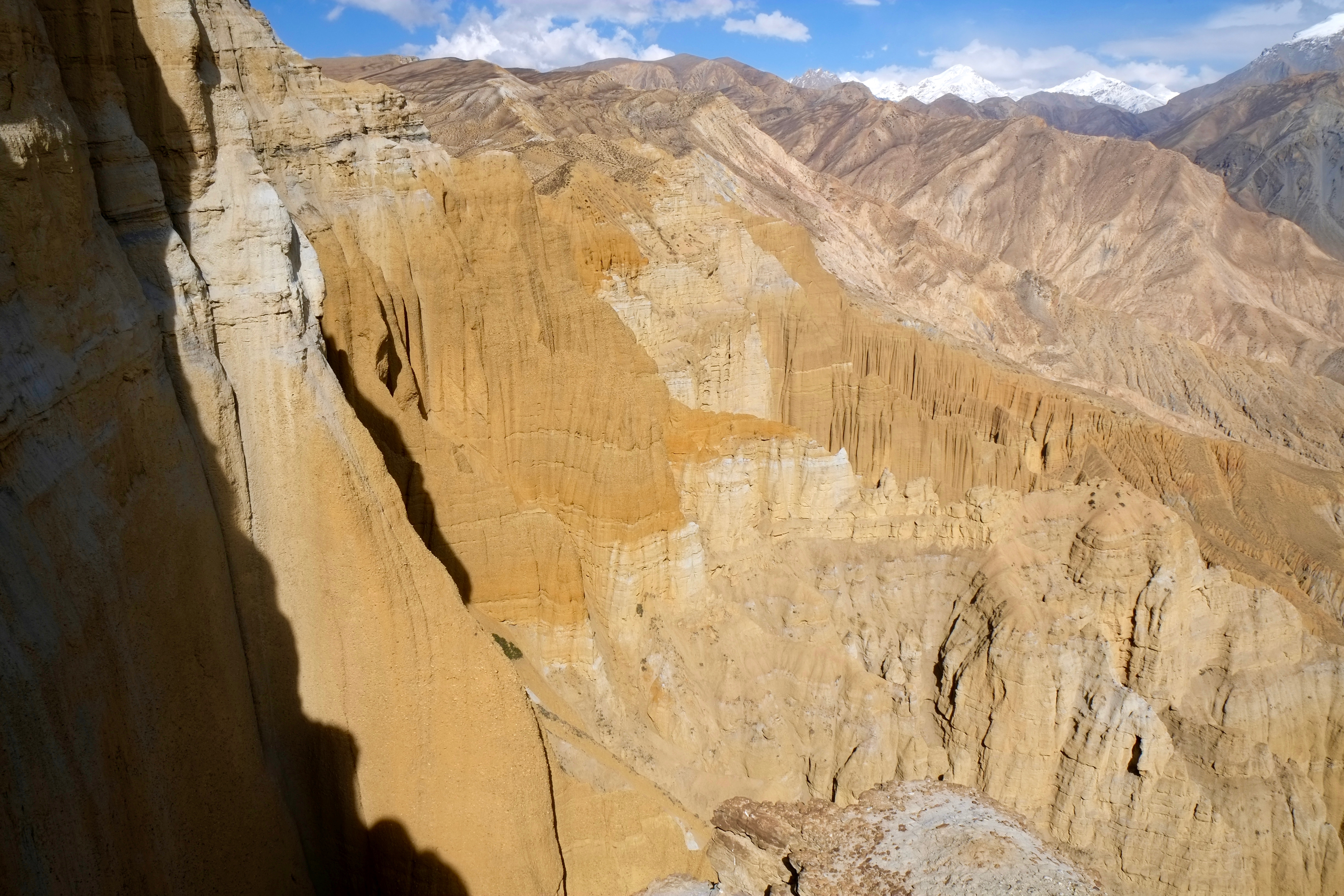
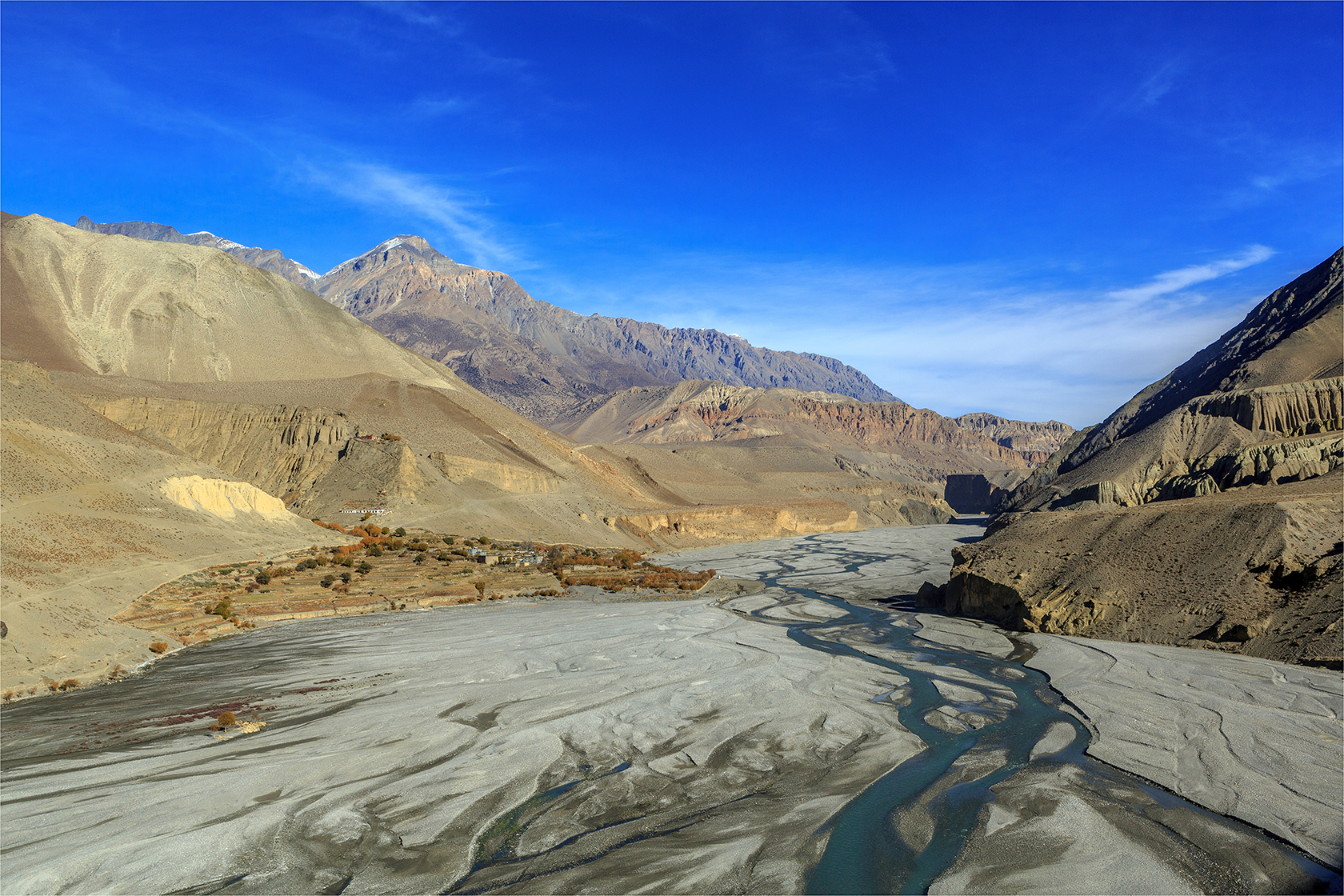
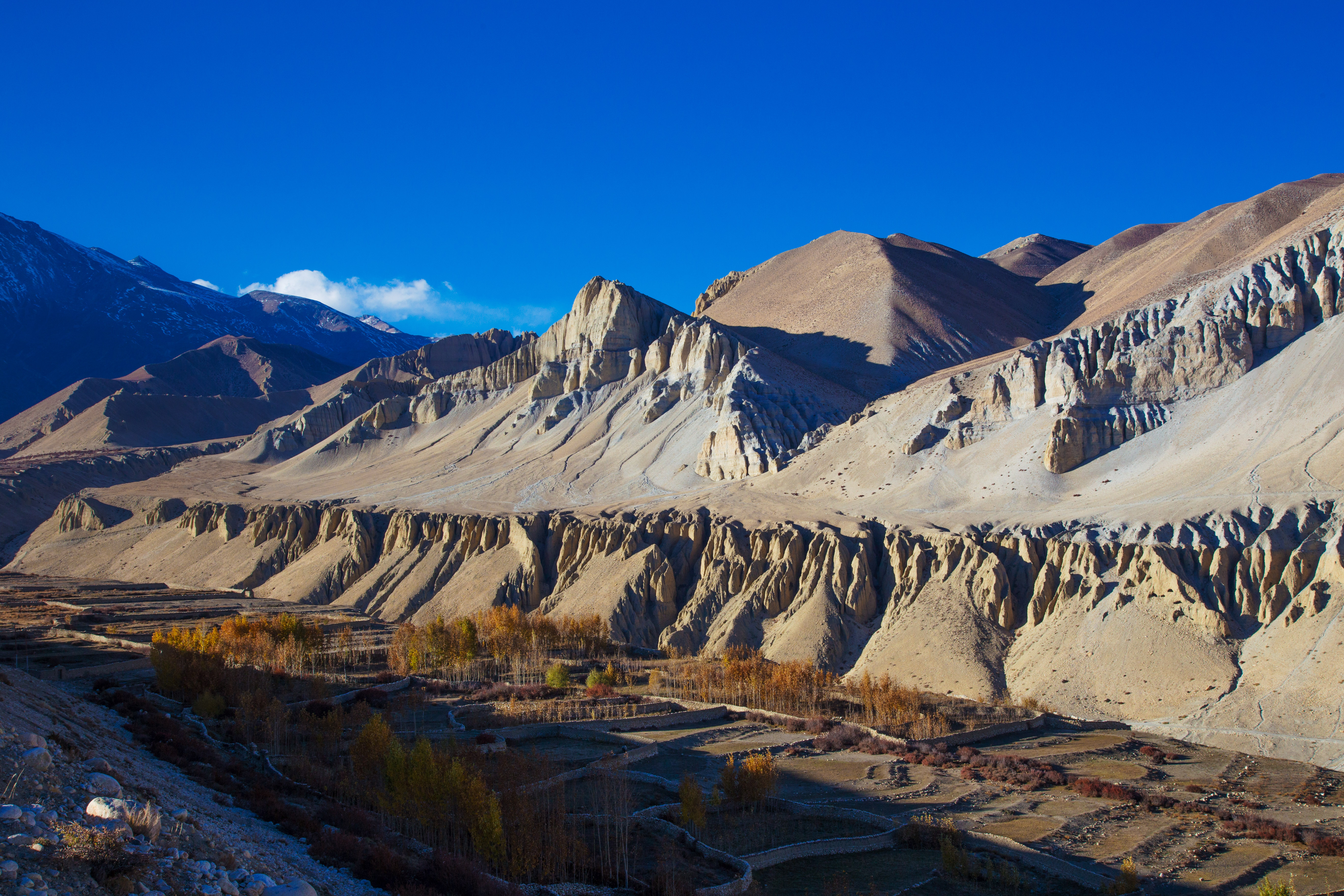
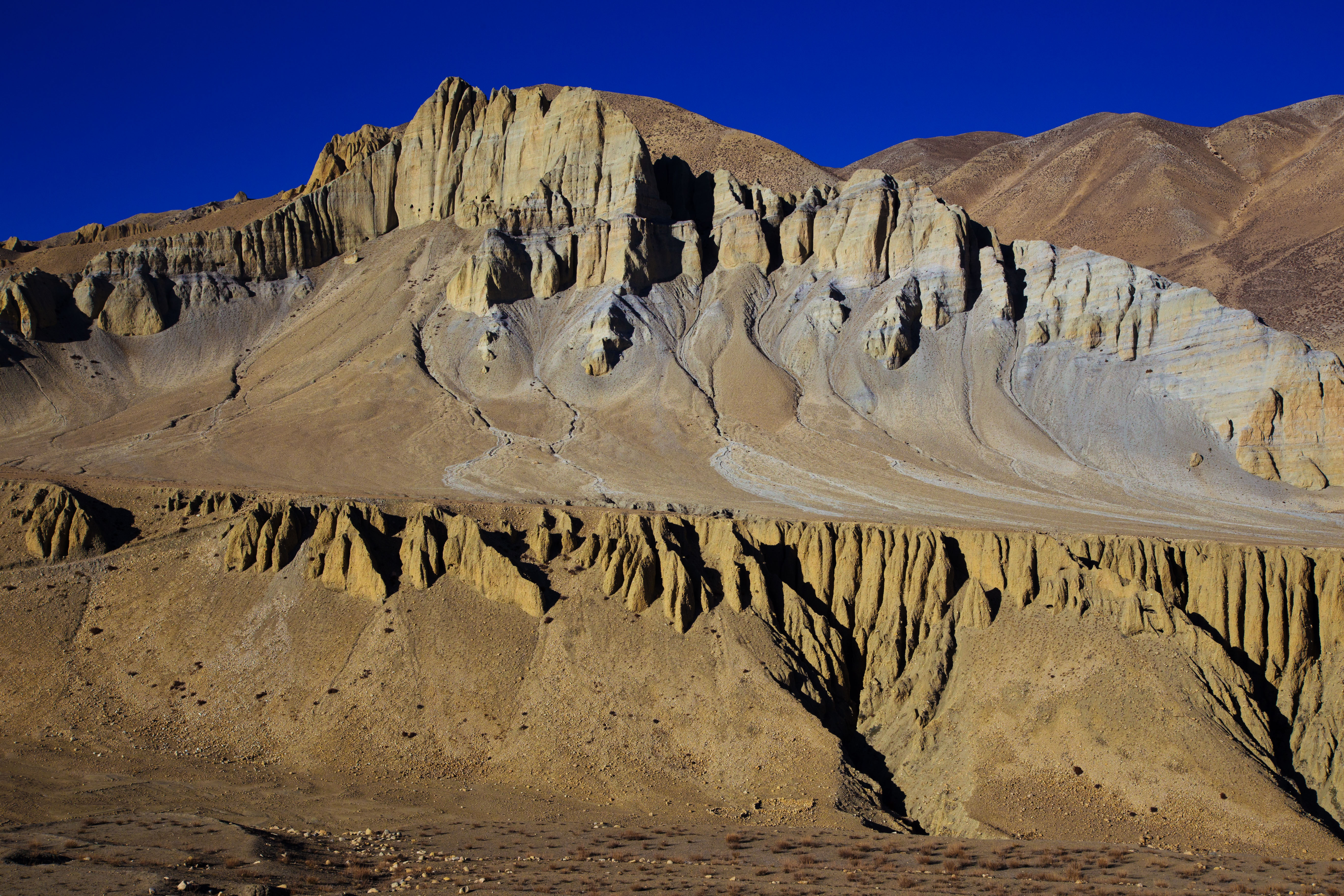
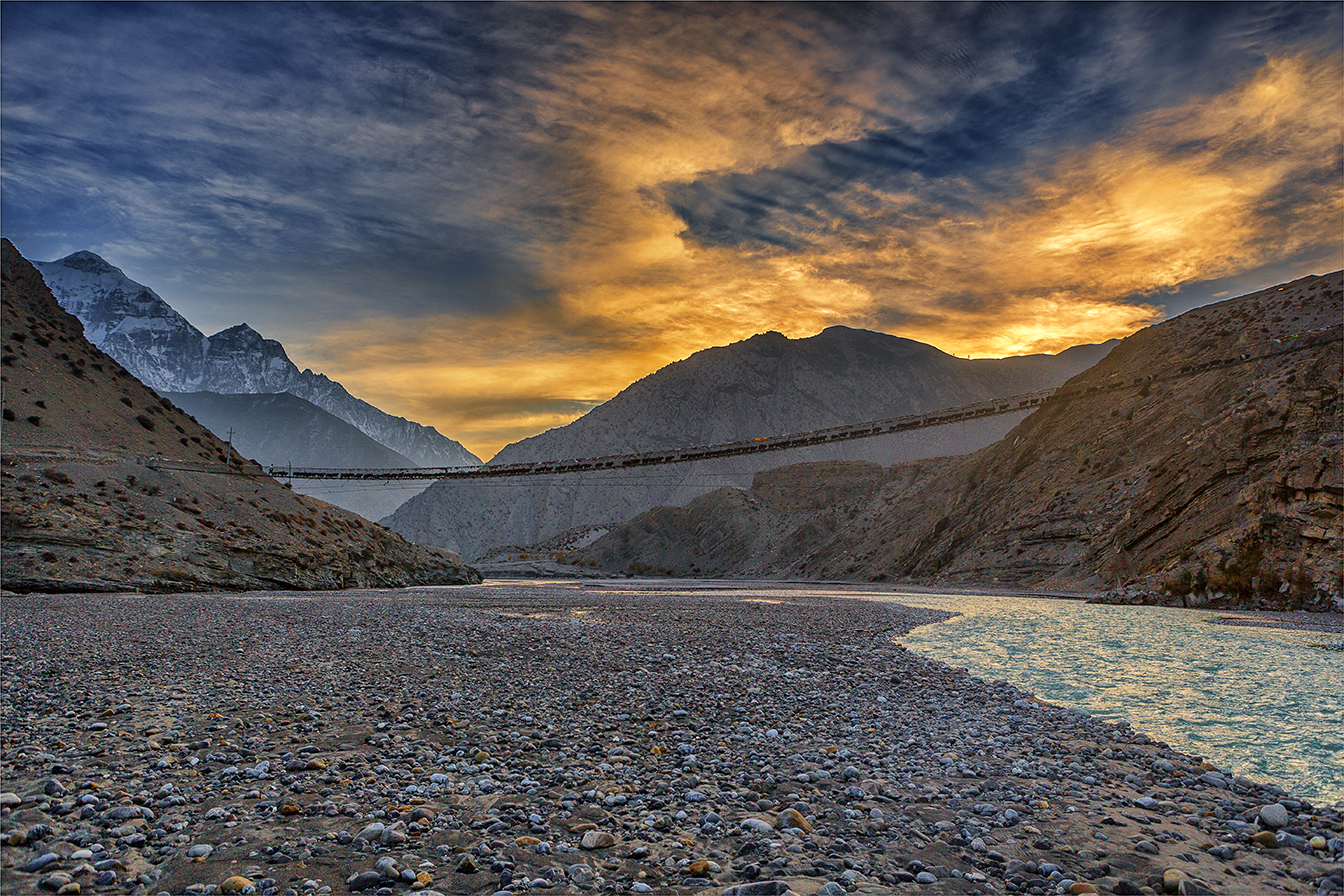
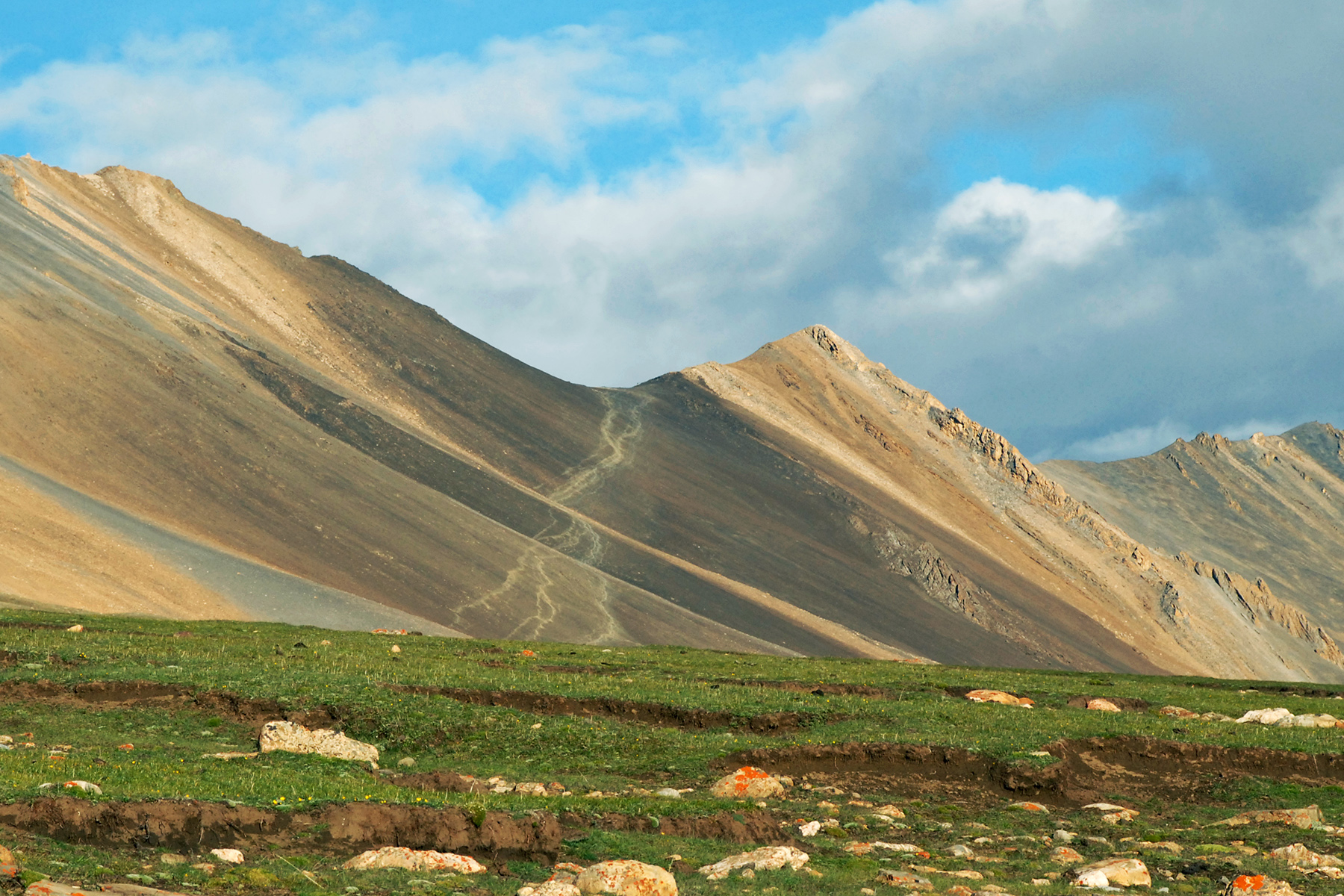
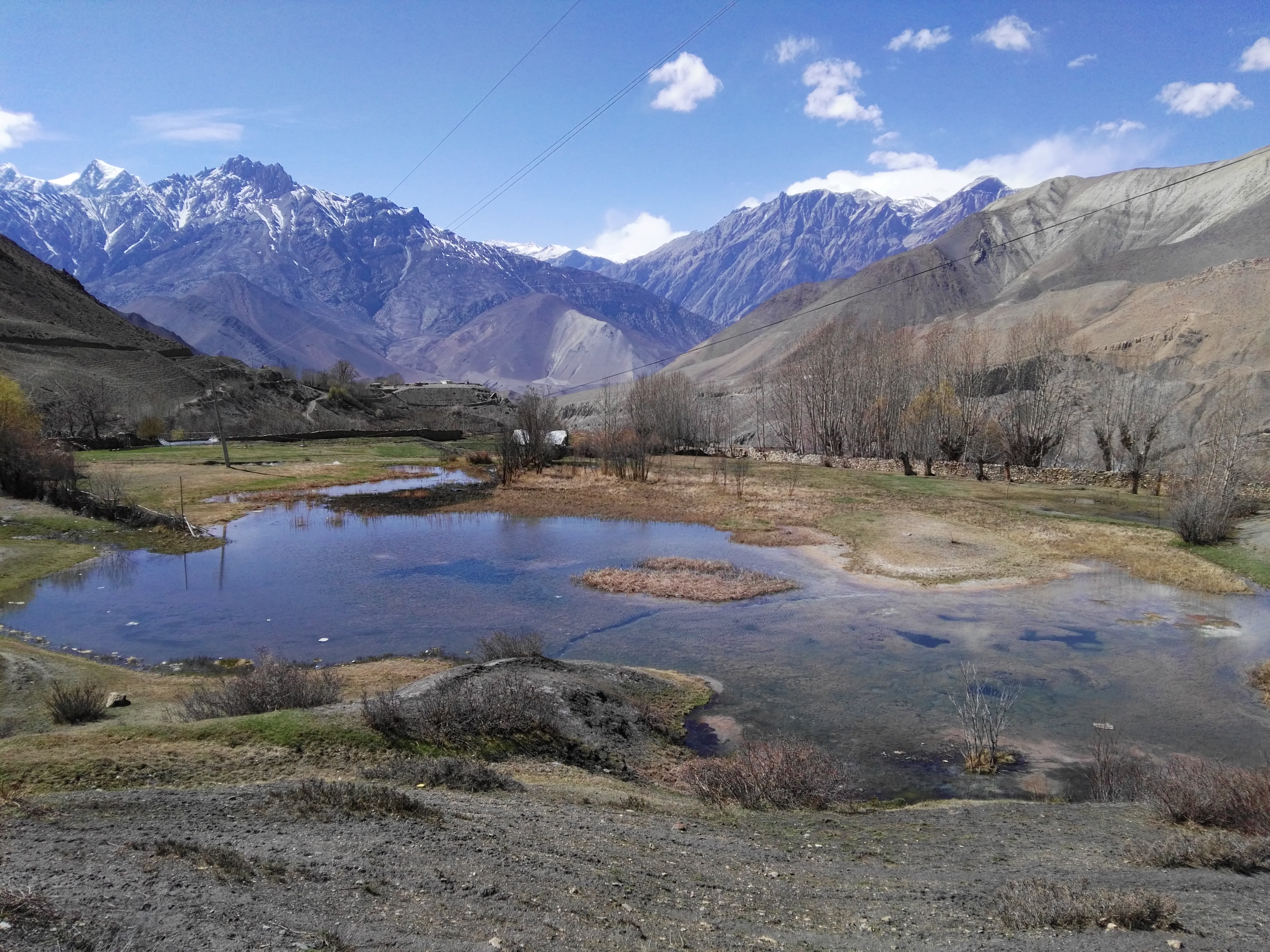
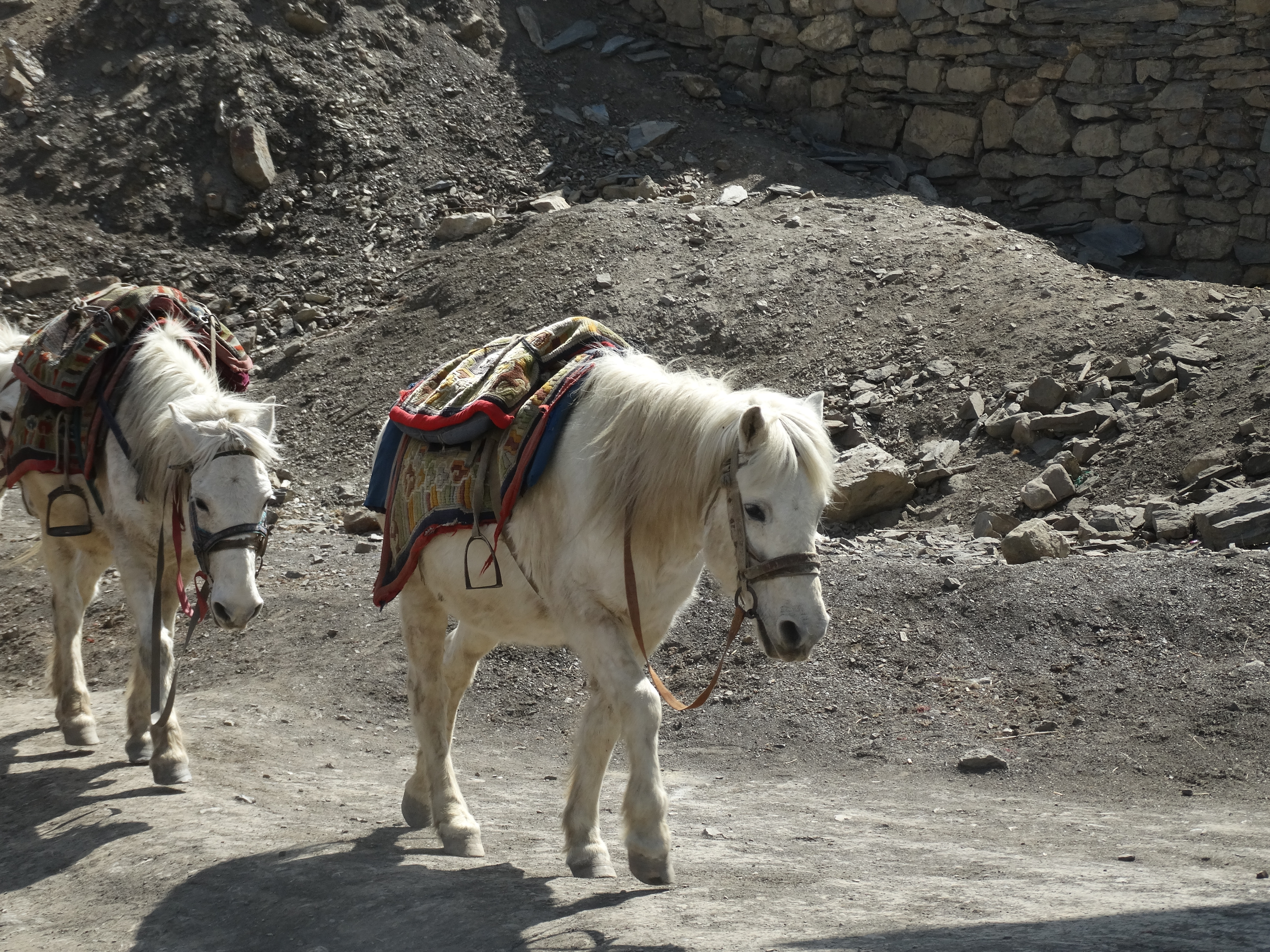